# Список самолётов и вертолётов Китайской Народной Республики
Список самолётов и вертолётов производства Китайской Народной Республики (КНР).

## Обозначения
| Обозначение | Пиньинь    | Система Палладия | Наименование                         |
| ----------- | ---------- | ---------------- | ------------------------------------ |
| H           | HōngZháJī  | Хунчжацзи        | Бомбардировщик                       |
| J           | JiānJíJī   | Цзяньцзицзи      | Истребитель                          |
| Q           | QiángJíJī  | Цянцзицзи        | Штурмовик Истребитель-бомбардировщик |
| J/L/JL      | JiàoLiànJī | Цзяоляньцзи      | Учебный самолёт                      |
| Y           | YùnShūJī   | Юньшуцзи         | Транспортный самолёт                 |
| Z           | ZhíShēngJī | Чжишэнцзи        | Вертолёт                             |

## Бомбардировщики
| Наименование | Производитель | Примечание                                                          |
| ------------ | ------------- | ------------------------------------------------------------------- |
| H-4          |               | Ту-4, полученные из СССР, сняты с вооружения в 70х годах            |
| H-5          | Harbin        | Копия Ил-28, снят с вооружения                                      |
| H-6          | Xian          | Копия Ту-16, носитель ЯО                                            |
| H-7          | Xian          | Проект двухместного тактического бомбардировщика.                   |
| JH-7         | Xian          | Истребитель-бомбардировщик, развитие проекта Н-7.                   |
| SH-5         | Harbin        | Гидросамолёт, построено 6 машин                                     |
| H-20         | Xian          | Малозаметный стратегический бомбардировщик, разрабатываемый в Китае |

## Истребители
| Наименование | Производитель | Примечание                                                       |
| ------------ | ------------- | ---------------------------------------------------------------- |
| J-2          |               | Полученные из СССР МиГ-15бис, снят с вооружения                  |
| J-4          |               | Полученные из СССР МиГ-17, снят с вооружения                     |
| J-5          | Shenyang      | Копия МиГ-17Ф, снят с вооружения                                 |
| J-6          | Shenyang      | Копия МиГ-19, снят с вооружения                                  |
| J-7          | Chengdu       | Копия МиГ-21                                                     |
| J-8          | Shenyang      | Перехватчик                                                      |
| J-9          | Chengdu       | Разработка прекращена в конце 70х.                               |
| J-10         | Chengdu       | Многоцелевой истребитель                                         |
| J-11         | Shenyang      | Копия Су-27СК                                                    |
| J-12         | Nanchang      | Аналог Е-2, разработка прекращена в 1977 г.                      |
| J-13         |               | Полученные из России Су-30МКК и Су-30МК2.                        |
| J-14         | Shenyang      | Истребитель пятого поколения, проект                             |
| J-15         | Shenyang      | Копия Су-33                                                      |
| J-16         | Shenyang      | Копия Су-30МК2; J-16D — самолёт РЭБ                              |
| J-20         | Shenyang      | Истребитель пятого поколения, проект, подобен F-22               |
| J-31         | Shenyang      | Истребитель пятого поколения, проект                             |
| Super-10     | Shenyang      | Малозаметный истребитель пятого поколения на базе Chengdu J-10   |
| JF-17 / FC-1 | Chengdu       | (англ. Fighter China-1), совместная разработка Китая и Пакистана |

## Штурмовики
Данную категорию также можно назвать: Фронтовые бомбардировщики.
| Наименование | Производитель | Примечание                           |
| ------------ | ------------- | ------------------------------------ |
| Q-5          | Nanchang      | Переработанный МиГ-19                |
| Q-6          | Nanchang      | Разработка прекращена; на базе Су-24 |

## Учебные самолёты
| Наименование | Производитель         | Примечание                                           |
| ------------ | --------------------- | ---------------------------------------------------- |
| CJ-5         | Nanchang              | Копия Як-18, снят с вооружения                       |
| CJ-6         | Nanchang              | Основной поршневой учебный самолёт, на базе Як-18    |
| JJ-1         | Shenyang              | Реактивный учебный самолёт, разработка прекращена    |
| JJ-2         |                       | Полученные из СССР Миг-15УТИ                         |
| JJ-5         | Shenyang              | Учебная версия J-5                                   |
| JJ-6         | Shenyang              | Учебная версия J-6                                   |
| JJ-7         | Guizhou               | Учебная версия J-7                                   |
| JL-8         | Hongdu                | Учебно-боевой реактивный самолёт                     |
| JL-9         | Guizhou               | Усовершенствованная версия JJ-7                      |
| HJ-5         | Harbin                | Копия Ил-28У.                                        |
| HYJ-7        | Xian                  | Учебный бомбардировщик на базе Y-7                   |
| Як-152K      | Nanchang/ОКБ Яковлева | Совместная разработка Китая и России, на базе Як-152 |
| L-15         | Hongdu                | Перспективный учебно-боевой реактивный самолёт       |

## СамолётыДРЛО
| Наименование  | Производитель | Примечание                  |
| ------------- | ------------- | --------------------------- |
| KJ-1          |               | Прототип, на базе Ту-4      |
| Y-8J (Y-8AEW) |               | На базе Y-8                 |
| KJ-200        | Shaanxi       | На базе Shaanxi Y-8 (Ан-12) |
| KJ-2000       | XAC (Nanjing) | На базе Ил-76               |

## Специальные самолёты
| Наименование | Производитель | Примечание                                                                |
| ------------ | ------------- | ------------------------------------------------------------------------- |
| AG600        | AVIC          | Самолёт-амфибия.                                                          |
| HD-5         | Harbin        | Самолёт РЭБ, переоборудовано несколько бомбардировщиков H-5.              |
| HZ-5         | Harbin        | Самолёт-разведчик, копия Ил-28Р                                           |
| H-6 UAV      | Xian          | Самолёт РЭБ, на базе H-6                                                  |
| HY-6         | Xian          | Самолёт-заправщик, на базе H-6.                                           |
| HDZ-6        | Xian          | Самолёт электронной разведки, на базе H-5.                                |
| JZ-5         | Shenyang      | Самолёт-разведчик, на базе J-5, аналог МиГ-17Р.                           |
| JZ-6         | Shenyang      | Самолёт-разведчик, на базе J-6, аналог МиГ-19Р.                           |
| JZ-7         | Chengdu       | Самолёт-разведчик, на базе J-7.                                           |
| JZ-8         | Shenyang      | Самолёт-разведчик, на базе J-8.                                           |
| WZ-5         |               | Переоборудованные в носители БПЛА BUAA «Чанг Хинг-1» бомбардировщики Н-4. |
| Y-8MPA       | Shaanxi       | Противолодочный самолёт, на базе Y-8                                      |
| Y-8 C3I      | Shaanxi       | Воздушный командный пункт, на базе Y-8                                    |
| Ту-154М/Д    | EIC           | Самолёт радиоэлектронной разведки, на базе Ту-154.                        |

## Пассажирские и транспортные самолёты
| Наименование | Производитель | Примечание                                                                                      |
| ------------ | ------------- | ----------------------------------------------------------------------------------------------- |
| Y-4          |               | Американские C-47                                                                               |
| Y-5          | Shijiazhuang  | Копия Ан-2                                                                                      |
| Y-6          |               | Копия Ил-14                                                                                     |
| Y-7          | Xian          | Копия Ан-24                                                                                     |
| Y-8          | Shaanxi       | Копия Ан-12                                                                                     |
| Y-9          | Shaanxi       | Многоцелевой транспортный самолёт на базе Shaanxi Y-8 (Y-8X)                                    |
| Y-10         | Shanghai      | Копия Boeing 707, разработка прекращена                                                         |
| Y-11         | Harbin        | 7-местный самолёт общего назначения                                                             |
| Y-12         | Harbin        | 17-местный самолёт общего назначения                                                            |
| Y-13         |               | Полученные из России Ил-76МД                                                                    |
| Y-20         | Xian          | Тяжёлый военно-транспортный самолёт                                                             |
| MA60         | Xian          | 60-местный турбовинтовой пассажирский самолёт на базе Y-7                                       |
| ARJ21        | COMAC         | 70/90-местный региональный пассажирский самолёт                                                 |
| C919         | COMAC         | 160—192-местный среднемагистральный пассажирский самолёт                                        |
| CR929        | COMAC         | 250-300-местный перспективный широкофюзеляжный дальнемагистральный пассажирский самолёт, проект |

## Вертолёты
| Наименование | Производитель | Примечание                                                                                       |
| ------------ | ------------- | ------------------------------------------------------------------------------------------------ |
| Z-5          | Harbin        | Копия Ми-4, снят с вооружения                                                                    |
| Z-6          |               | Экспортные Ми-8Т и Ми-17                                                                         |
| Z-7          | Changhe       | Разработка прекращена                                                                            |
| Z-8          | Changhe       | Противолодочный, копия Aérospatiale Super Frelon                                                 |
| Z-9          | Harbin        | Многоцелевой вертолёт, копия Eurocopter Dauphin                                                  |
| Z-19         | Harbin        | Ударный вертолёт, основанный на Z-9                                                              |
| WZ-10        | Changhe       | Ударный вертолёт с тандемной кабиной                                                             |
| Z-11         | Changhe       | Лёгкий вертолёт общего назначения, копия AS350B Squirrel                                         |
| EC-120       | Harbin        | Совместная разработка с Eurocopter                                                               |
| Z-15/EC-175  | Harbin        | средний вертолёт (6 т) общего назначения, совместная разработка с Eurocopter; аналог Agusta A109 |